# چهاردهمین جوایز گزینش منتقدان
چهاردهمین جوایز گزینش منتقدان (به انگلیسی: 14th Critics' Choice Awards) در ۸ ژانویه ۲۰۰۹ در سالن اجتماعات سنتا مونیکا، برای تقدیر از بهترین دستاوردهای فیلم‌سازی ۲۰۰۸ برگزار شد. نامزدها در تاریخ ۹ دسامبر ۲۰۰۸ اعلام شدند.

## برندگان و نامزدها

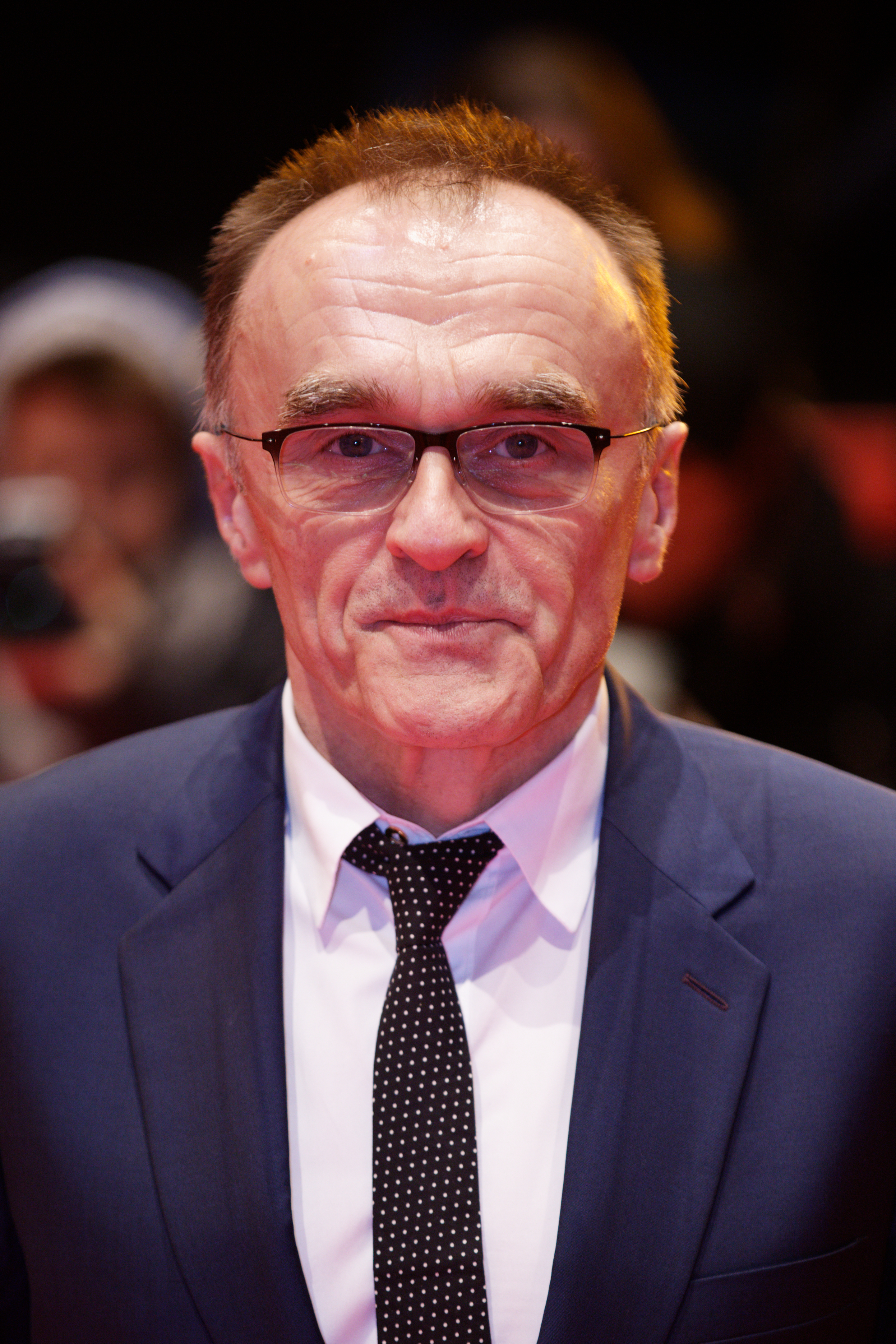
دنی بویل، برنده جایزه بهترین کارگردان

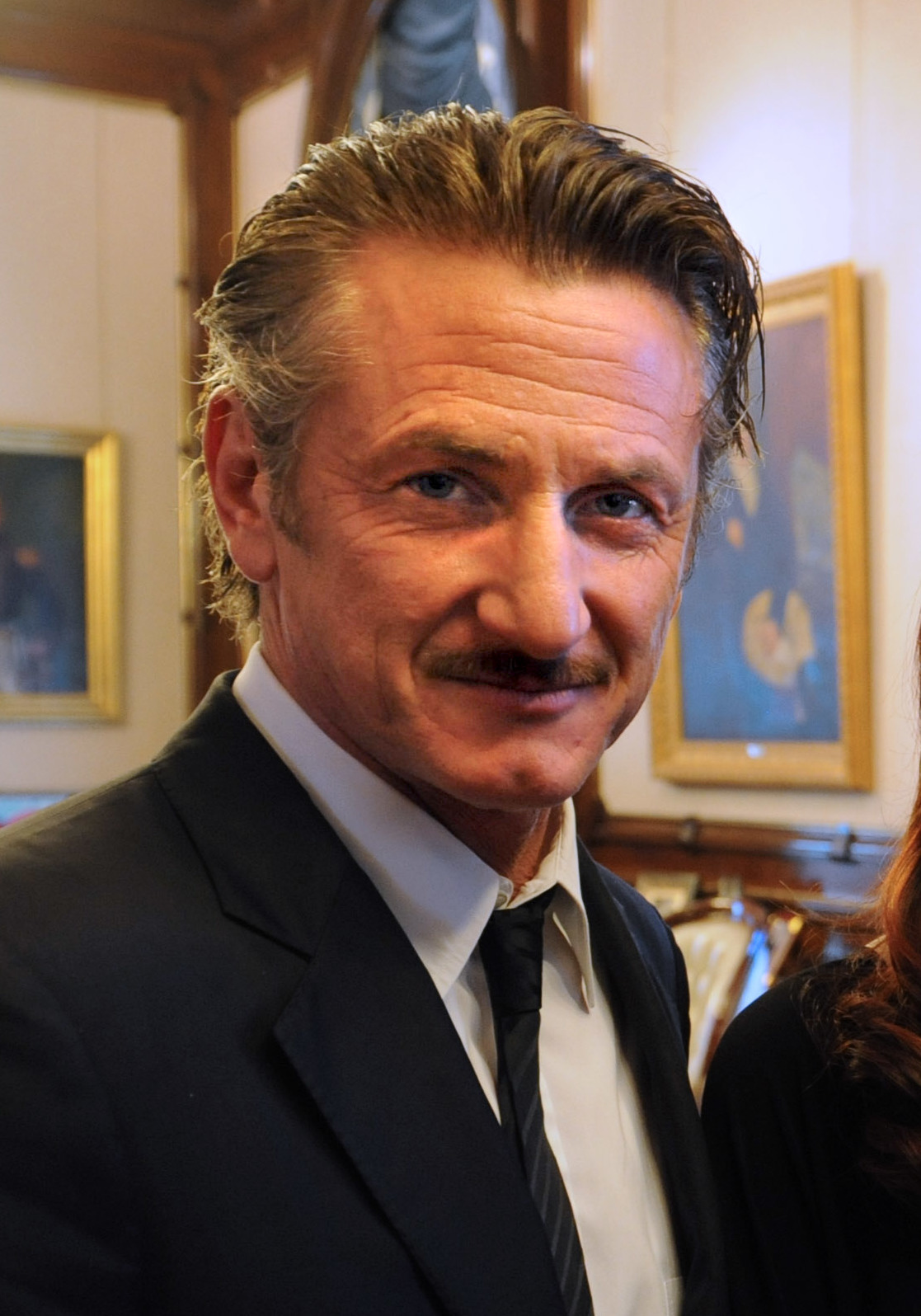
شان پن، برنده جایزه بهترین بازیگر مرد

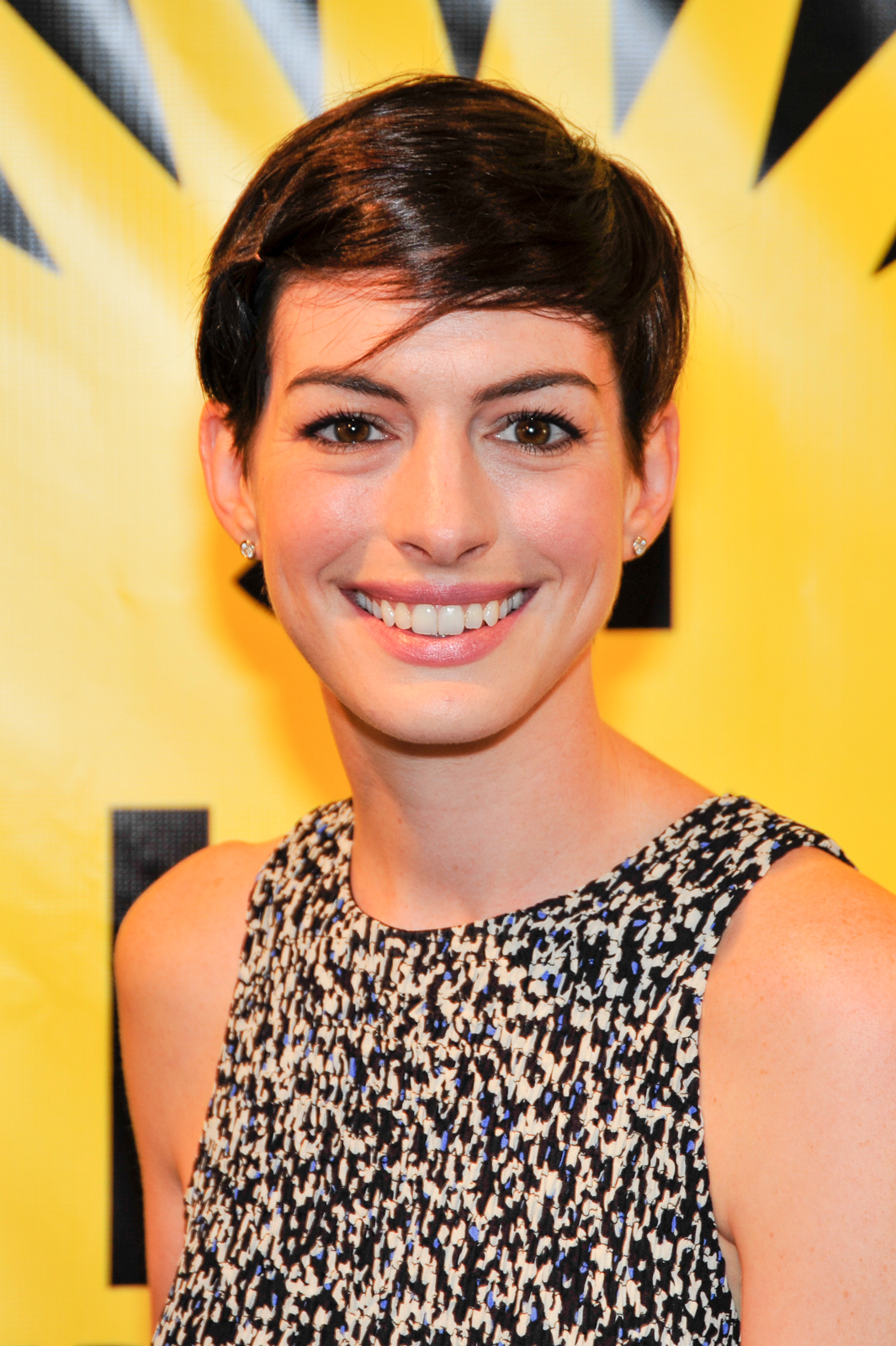
ان هتوی، برنده مشترک جایزه بهترین بازیگر زن

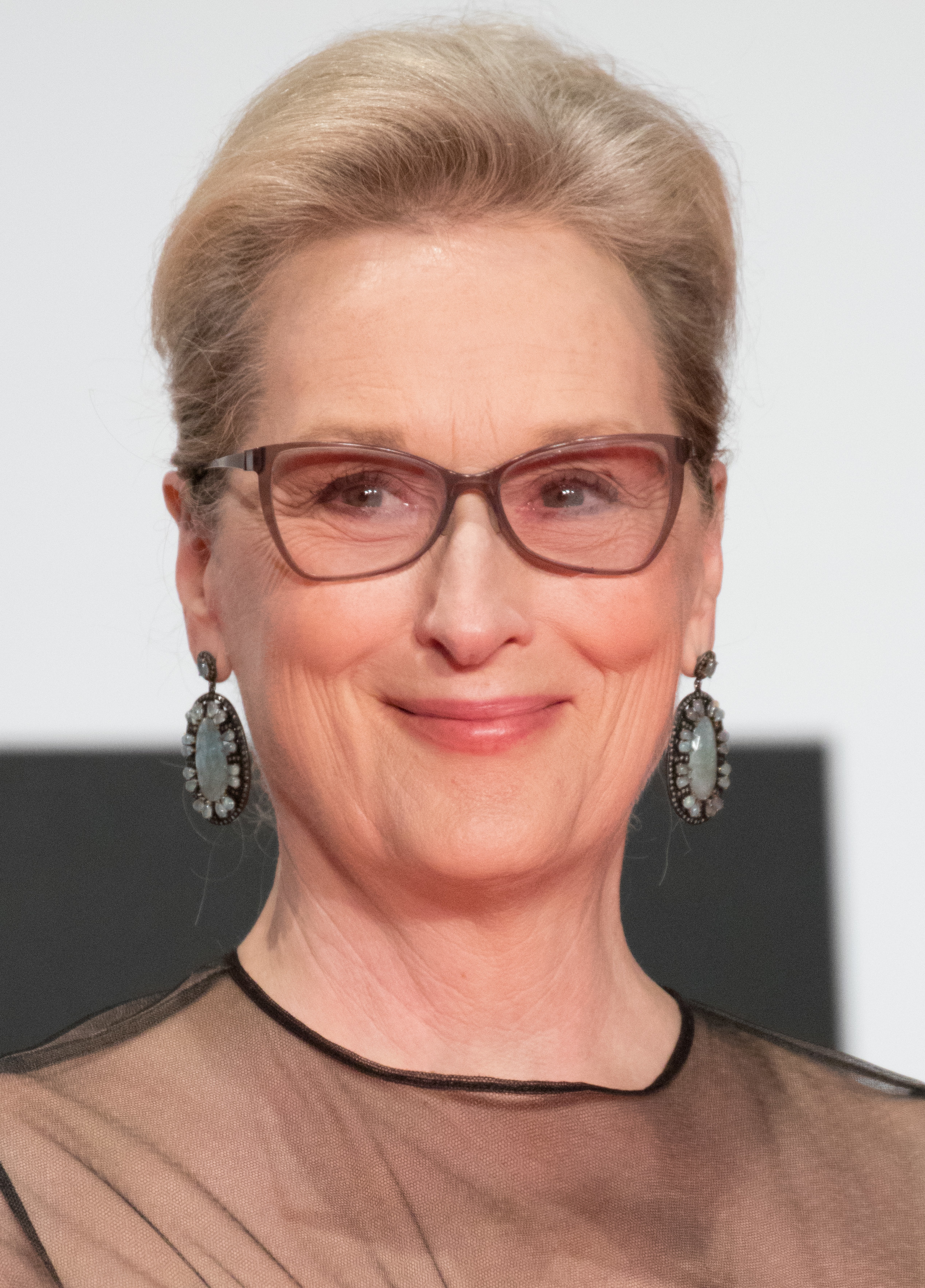
مریل استریپ، برنده مشترک جایزه بهترین بازیگر زن

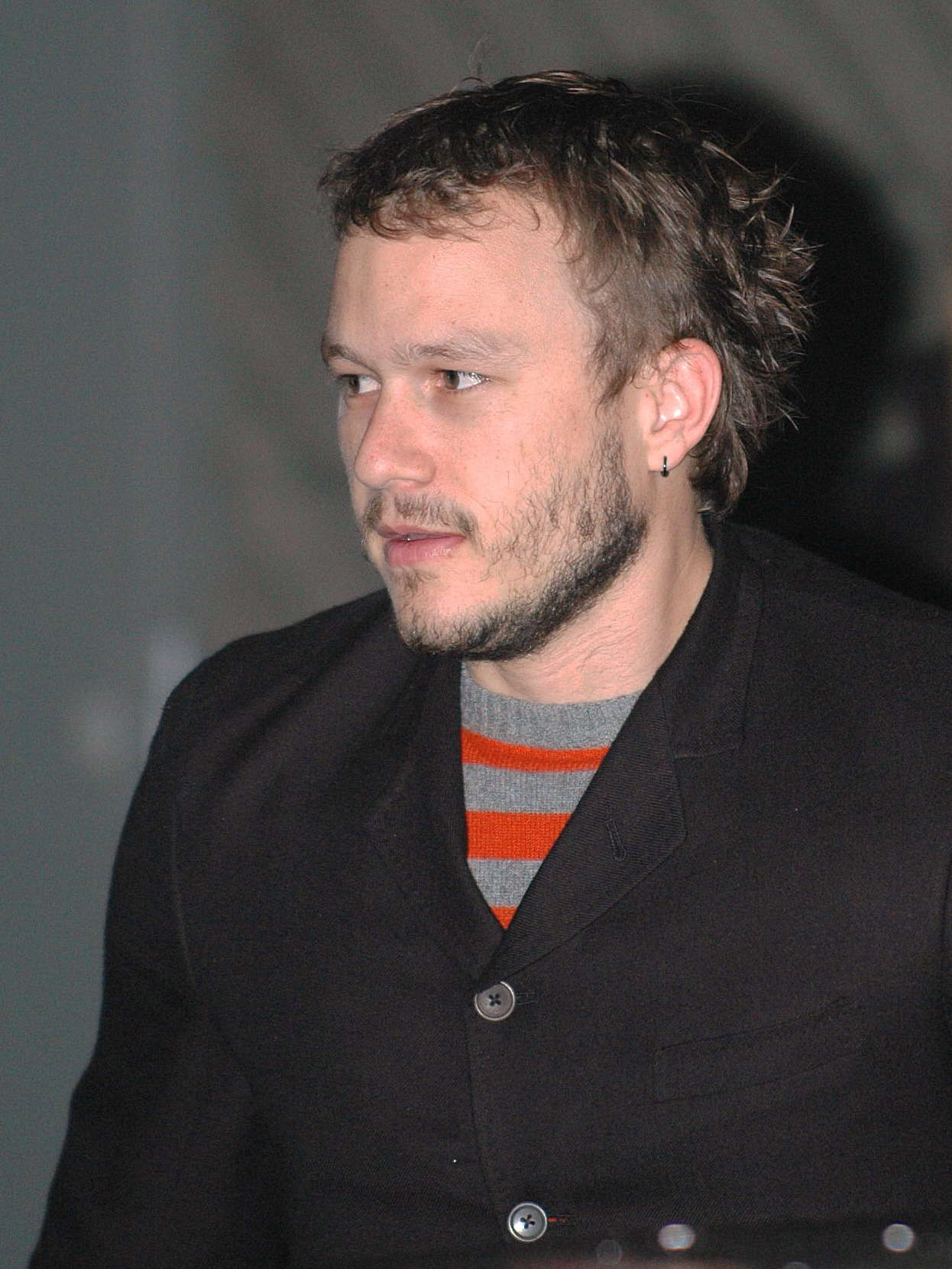
هیث لجر، برنده جایزه بهترین بازیگر نقش مکمل مرد

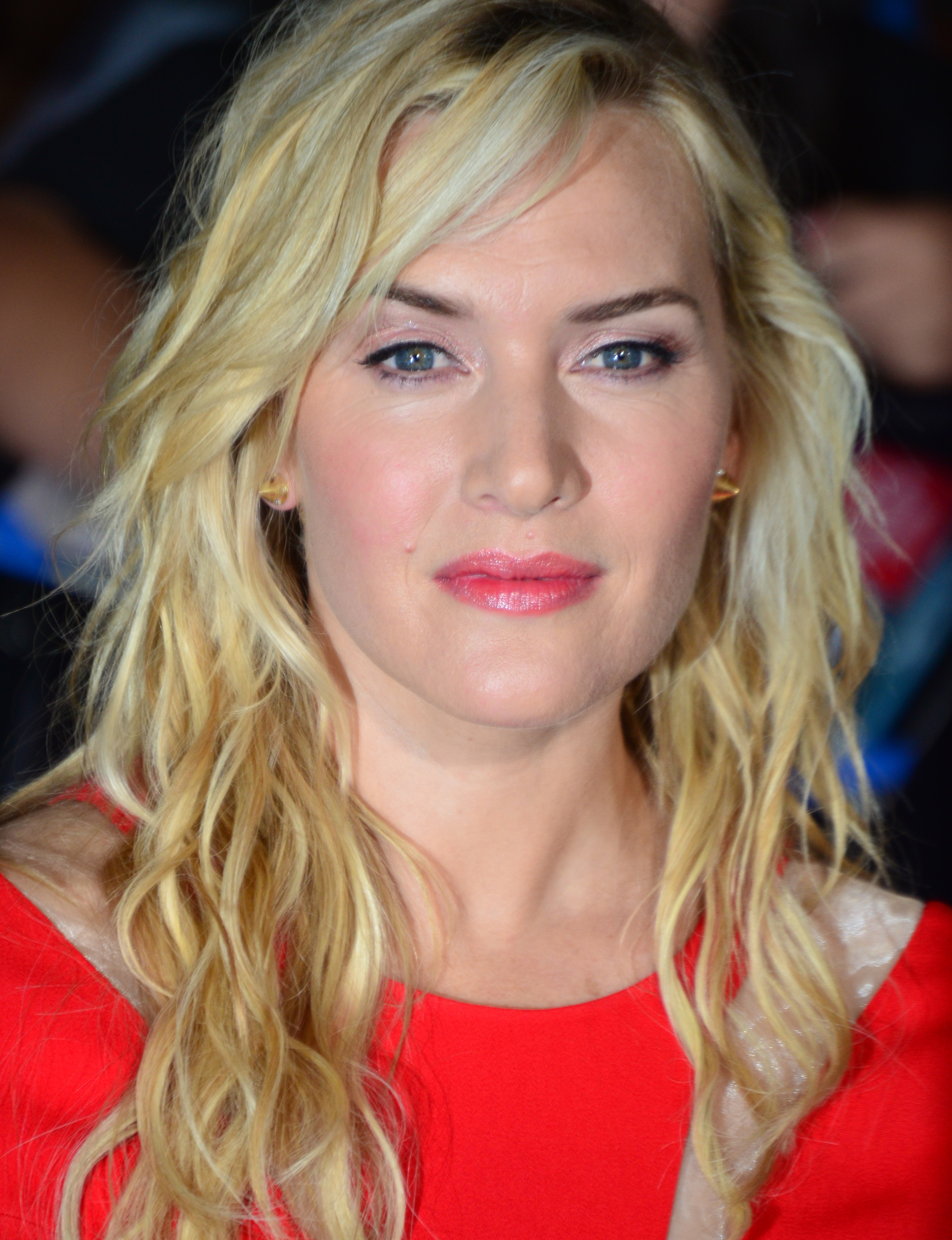
کیت وینسلت، برنده جایزه بهترین بازیگر نقش مکمل زن

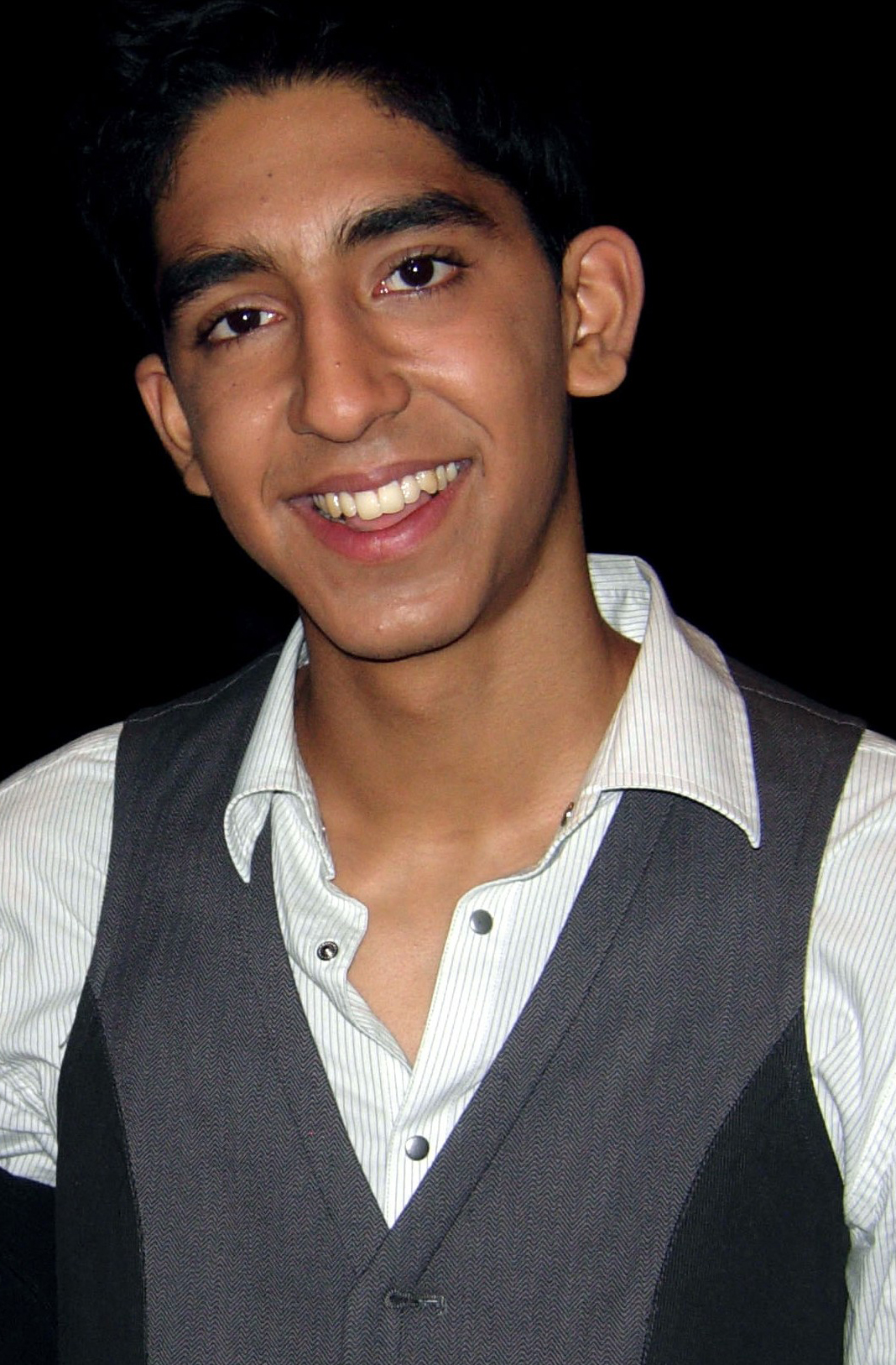
دو پتل، برنده جایزه بهترین اجرا کننده جوان

| بهترین فیلم میلیونر زاغه‌نشین - بچه جایگزین - مورد عجیب بنجامین باتن - شوالیه تاریکی - تردید - فراست/نیکسون - میلک - کتاب‌خوان - وال-ئی - کشتی‌گیر | بهترین کارگردان دنی بویل – میلیونر زاغه‌نشین - کریستوفر نولان – شوالیه تاریکی - دیوید فینچر – مورد عجیب بنجامین باتن - گاس ون سنت – میلک - ران هاوارد – فراست/نیکسون |
| بهترین بازیگر مرد شان پن – میلک در نقش هاروی میلک - برد پیت – مورد عجیب بنجامین باتن در نقش بنجامین باتن - کلینت ایستوود – گرن تورینو در نقش والت کوالاسکی - فرانک لانگلا – فراست/نیکسون در نقش ریچارد نیکسون - میکی رورک – کشتی‌گیر در نقش رابین رامزینسکی/رندی رابینسون - ریچارد جنکینز – بازدیدکننده در نقش والتر وِیل | بهترین بازیگر زن ان هتوی – ریچل ازدواج می‌کند در نقش کیم باکمن (مساوی) مریل استریپ – تردید در نقش آلوئیشیس بوویر (مساوی) - آنجلینا جولی – بچه جایگزین در نقش کریستین کالینز - کیت بلانشت – مورد عجیب بنجامین باتن در نقش دِیزی فولر - کیت بکینسیل – هیچی بجز صداقت در نقش ریچل آرمسترانگ - ملیسا لیو – رودخانه یخ‌زده در نقش رِی ادی |
| بهترین بازیگر نقش مکمل مرد هیث لجر – شوالیه تاریکی در نقش جوکر - جیمز فرانکو – میلک در نقش اسکات اسمیت - جاش برولین – میلک در نقش دن وایت - فیلیپ سیمور هافمن – تردید در نقش برندان فلاین - رابرت داونی جونیور – تندر استوایی در نقش کِرک لازاروس                                                                        | بهترین بازیگر نقش مکمل زن کیت وینسلت – کتاب‌خوان در نقش هانا اشمیتز - مریسا تومی – کشتی‌گیر در نقش پَم/کسیدی - پنه‌لوپه کروز – ویکی کریستینا بارسلونا در نقش ماریا النا - تراجی پی. هنسون – مورد عجیب بنجامین باتن در نقش کوئینی - ورا فارمیگا – هیچی بجز صداقت در نقش اریکا فن دورن - وایولا دیویس – تردید در نقش میلر              |
| بهترین اجرا کننده جوان دو پتل – میلیونر زاغه‌نشین در نقش جمال ملک - براندون والترز – استرالیا در نقش نالاه - داکوتا فانینگ – زندگی مخفی زنبورها در نقش لیلی اوون - داوید کروس – کتاب‌خوان در نقش مایکل برگ | بهترین بازیگران میلک - مورد عجیب بنجامین باتن - شوالیه تاریکی - تردید - ریچل ازدواج می‌کند |
| بهترین نویسنده میلیونر زاغه‌نشین – سایمن بوفوی - مورد عجیب بنجامین باتن – اریک راث - تردید – جان پاتریک شنلی - فراست/نیکسون – پیتر مورگان - میلک – داستین لنس بلک | بهترین فیلم خارجی‌زبان والس با بشیر • اسرائیل - قصه کریسمس • فرانسه - گومورا • ایتالیا - مدت زیادی دوستت داشته‌ام • فرانسه - آدم درست را راه بده • سوئد - مغول • قزاقستان |
| بهترین فیلم پویانمایی وال-ئی - تیزپا - پاندای کونگ‌فوکار - ماداگاسکار: فرار به آفریقا - والس با بشیر - شامپانزه‌های فضایی | بهترین فیلم مستند مردی روی سیم (مساوی) سرقت آمریکا: رای به رای (مساوی) - آی.او.یو.اس. ای - رومن پولانسکی: تحت تعقیب و دلخواه - رویه استاندارد عملیات نظامی - یانگ@هارت |
| بهترین فیلم اکشن شوالیه تاریکی - ایندیانا جونز و قلمروی جمجمه بلورین - مرد آهنی - ذره‌ای آرامش - تحت تعقیب - هالک | بهترین فیلم کمدی تندر استوایی - بخوان و بسوزان - فراموش کردن سارا مارشال - الگوها - ویکی کریستینا بارسلونا |
| بهترین آهنگساز میلیونر زاغه‌نشین – ای. آر. رحمان - بچه جایگزین – کلینت ایستوود - مورد عجیب بنجامین باتن – الکساندر دسپلا - شوالیه تاریکی – هانس زیمر و جیمز نیوتن هاوارد - میلک – دنی الفمن | بهترین ترانه «کشتی‌گیر» – کشتی‌گیر - «راه دیگری برای مردن» – ذره‌ای آرامش - «سقوط به زمین» – وال-ئی - «فکر کردم تو را از دست دادم» – تیزپا - «جی هو» – میلیونر زاغه‌نشین |

### بهترین فیلم ساخته‌شده برای تلویزیون
جان آدامز
- کوکو شانل
- بازشماری

### جایزه جوئل سیگل
ریچارد گی‌یر

## آمار
| نامزدی | فیلم                   |
| ------ | ---------------------- |
| ۸      | مورد عجیب بنجامین باتن |
| ۸      | میلک                   |
| ۶      | شوالیه تاریکی          |
| ۶      | تردید                  |
| ۶      | میلیونر زاغه‌نشین       |
| ۴      | فراست/نیکسون           |
| ۴      | کشتی‌گیر                |
| ۳      | بچه جایگزین            |
| ۳      | کتاب‌خوان               |
| ۳      | وال-ئی                 |
| ۲      | تیزپا                  |
| ۲      | هیچی بجز صداقت         |
| ۲      | ذره‌ای آرامش            |
| ۲      | ریچل ازدواج می‌کند      |
| ۲      | تندر استوایی           |
| ۲      | ویکی کریستینا بارسلونا |
| ۲      | والس با بشیر           |

| جایزه | فیلم             |
| ----- | ---------------- |
| ۵     | میلیونر زاغه‌نشین |
| ۲     | شوالیه تاریکی    |
| ۲     | میلک             |